# Mesoleptus elegantulus
Mesoleptus elegantulus är en stekelart som först beskrevs av Forster 1876.  Mesoleptus elegantulus ingår i släktet Mesoleptus och familjen brokparasitsteklar. Inga underarter finns listade i Catalogue of Life.